# Vũ Ngọc Long
Vũ Ngọc Long (sinh ngày 23 tháng 8 năm 1971) là Đại biểu Quốc hội nước Cộng hòa xã hội chủ nghĩa Việt Nam. Ông hiện là Tỉnh ủy viên, Giám đốc Sở Công Thương tỉnh Bình Phước, Đại biểu Quốc hội khóa XV từ Bình Phước. Ông từng là Phó Trưởng Ban Tổ chức Tỉnh ủy Bình Phước; Chánh Văn phòng Đoàn Đại biểu Quốc hội tỉnh Bình Phước.
Vũ Ngọc Long là đảng viên Đảng Cộng sản Việt Nam, học vị Cử nhân Hành chính, Thạc sĩ Luật, Cao cấp lý luận chính trị. Ông có đa phần sự nghiệp công tác ở tỉnh Bình Phước.

## Xuất thân và giáo dục
Vũ Ngọc Long sinh ngày 23 tháng 8 năm 1971 tại xã Xuân Thiên, huyện Thọ Xuân, tỉnh Thanh Hóa. Ông lớn lên và tốt nghiệp phổ thông ở Thọ Xuân, học đại học ở Thành phố Hồ Chí Minh, có hai bằng đại học gồm Cử nhân Luật và Cử nhân Hành chính, sau đó ông học cao học rồi tốt nghiệp Thạc sĩ Luật. Ông được kết nạp Đảng Cộng sản Việt Nam vào ngày 5 tháng 11 năm 2001, trở thành đảng viên chính thức sau đó 1 năm, từng theo học các khóa chính trị ở Học viện Chính trị Quốc gia Hồ Chí Minh và tốt nghiệp Cao cấp lý luận chính trị. Hiện ông thường trú ở khu phố Phú Tân, phường Tân Phú, thành phố Đồng Xoài, tỉnh Bình Phước.

## Sự nghiệp
Tháng 12 năm 1996, Vũ Ngọc Long được tuyển dụng công chức vào Viện Kiểm sát nhân dân tỉnh Bình Dương, điều về Viện Kiểm sát nhân dân thị xã Thủ Dầu Một làm chuyên viên. Công tác ở viện được hơn 1 năm, đến tháng 4 năm 1998, ông được điều chuyển sang tỉnh Bình Phước, là Thư ký Đoàn Đại biểu Quốc hội tỉnh Bình Phước. Vào tháng 12 năm 2004, ông nhậm chức Phó Trưởng phòng Tổng hợp của Văn phòng Đoàn Đại biểu Quốc hội và Hội đồng nhân dân tỉnh Bình Phước, thăng chức Trưởng phòng vào tháng 8 năm 2006. Sang tháng 6 năm 2009, ông được bổ nhiệm làm Phó Chánh Văn phòng của Văn phòng Đoàn Đại biểu Quốc hội và Hội đồng nhân dân tỉnh, giữ cương vị này liên tục cho đến tháng 4 năm 2016, khi văn phòng được tách thành Văn phòng Đoàn Đại biểu Quốc hội và Văn phòng Hội đồng nhân dân tỉnh, ông chuyển sang làm Phó Chánh Văn phòng Đoàn Đại biểu Quốc hội tỉnh, và thăng chức Chánh Văn phòng vào tháng 8 năm 2016.
Tháng 10 năm 2020, tại Đại hội Đảng bộ tỉnh Bình Phước lần thứ XI, nhiệm kỳ 2020–2025, Vũ Ngọc Long được bầu vào Ban Chấp hành Đảng bộ tỉnh, tiếp tục là Chánh Văn phòng Đoàn Đại biểu Quốc hội tỉnh. Năm 2021, với sự giới thiệu của Ủy ban Mặt trận Tổ quốc tỉnh, ông tham gia ứng cử đại biểu Quốc hội từ Bình Phước, bầu cử ở đơn vị bầu cử số 2 gồm thành phố Đồng Xoài, thị xã Phước Long, huyện Đồng Phú, Phú Riềng, Bù Đăng, rồi trúng cử Đại biểu Quốc hội khóa XV với tỷ lệ 84,4%. Ngày 8 tháng 9 cùng năm, ông được điều chuyển vị trí làm Phó Trưởng Ban Tổ chức Tỉnh ủy Bình Phước, rồi đến tháng 1 năm 2023 thì được bổ nhiệm làm Giám đốc Sở Công Thương tỉnh Bình Phước.